# Metanephrops boschmai
Metanephrops boschmai is een kreeftensoort uit de familie van de Nephropidae. De wetenschappelijke naam van de soort is voor het eerst geldig gepubliceerd in 1964 door Holthuis.